# WRB – Esterház bis Liesing

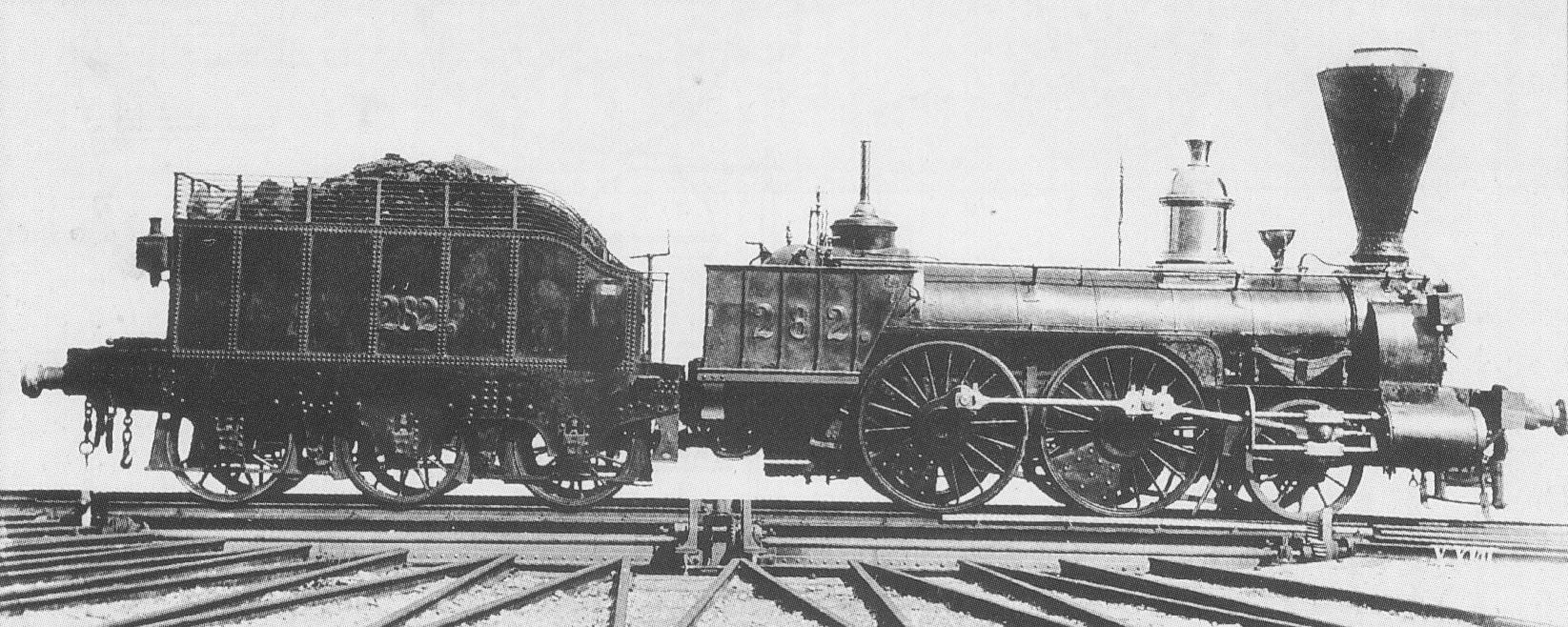
Die Esterház von der Seite

Die Dampflokomotiven „ESTERHÁZ“, „HELENENTHAL“, „THERESIENFELD“, „LAXENBURG“ und „LIESING“ waren fünf Personenzuglokomotiven der Wien–Raaber (Gloggnitzer) Eisenbahn (WRB).
1847 konstruierte John Haswell eine 1B-Lokomotive, die „ESTERHÁZ“, die ihm als Einheits-Personenzuglokomotive vorschwebte.
Dieser Maschine folgten 1851 vier baugleiche Loks.
Sie hatten Innenrahmen, Innensteuerung, aber Außenzylinder.
Die fünf Lokomotiven kamen über die k.k. Südliche Staatsbahn zur Südbahn, bei der sie die Reihennummer 10 (ab 1864 16) und die Nummern 282–286 erhielten.
Sie wurden 1872 und 1873 ausgemustert.